# Boussois-Souchon-Neuvesel
Pour les articles homonymes, voir BSN.
Boussois-Souchon-Neuvesel, plus connu par son sigle « BSN », est une entreprise française, historiquement fabricant de verre, puis diversifié dans l'agroalimentaire à l'aide de rachats d'entreprises successifs. Le groupe a pris une part importante dans la construction du groupe Danone. Antoine Riboud a assuré la présidence de Boussois-Souchon-Neuvesel et son fils, Franck Riboud, lui a succédé.

## Histoire

### Création
À l'origine, l'entreprise est un groupe verrier : en 1966, Boussois-Souchon-Neuvesel est créé par la réunion des Glaces de Boussois — fabricant de verre plat —, et de la Grande brasserie givordine Souchon-Neuvesel — fabricant de bouteilles. La présidence en revient à Antoine Riboud, président de Souchon-Neuvesel, à l'origine de la fusion. Ce rapprochement a pour objectif de renforcer BSN face à la concurrence et au développement du marché de l'emballage.
Pour l'année 1967, BSN réalise un chiffre d'affaires de 1 milliard de francs (150 000 000 euros) dans le verre plat et le verre d'emballage. Souhaitant croître, le groupe lance en 1968 une OPA hostile sur Saint-Gobain, cinq fois plus important que BSN,. La tentative échoue et à la suite de cet échec, Antoine Riboud repense la stratégie du groupe.

### Diversification dans l'agroalimentaire
BSN commence sa reconversion de l'industrie du verre à l'agro-alimentaire, stratégie qu'Antoine Riboud qualifie de « passage du contenant au contenu ». En 1970, BSN prend le contrôle d'Évian — qui détient également la marque Blédina —, de Kronenbourg et de la Société européenne de brasserie (Champigneulles, Kanterbräu, Tourtel, etc.). Le groupe devient le leader français de la bière, des eaux minérales et des aliments infantiles.
En 1972, Daniel Carasso, patron de Gervais Danone, et Antoine Riboud se rencontrent pour la première fois. Le président de Gervais Danone déclare alors : « Mon rêve était de faire de Danone une marque mondiale. J'en étais à ces réflexions lorsque j'ai rencontré Antoine. Nos stratégies coïncidaient : lui voulait étoffer son offre alimentaire, nous voulions nous développer à l'international ».
Un an plus tard, en juin 1973, BSN fusionne avec Gervais Danone, qui, outre les produits laitiers, est présent dans le domaine des pâtes et des conserves alimentaires avec les marques Milliat Frères, Panzani, Petitjean et Lhuissier. Cette fusion forme une nouvelle entité baptisée BSN-Gervais Danone.

### Recentrage sur l'alimentaire, diversification et essor du groupe

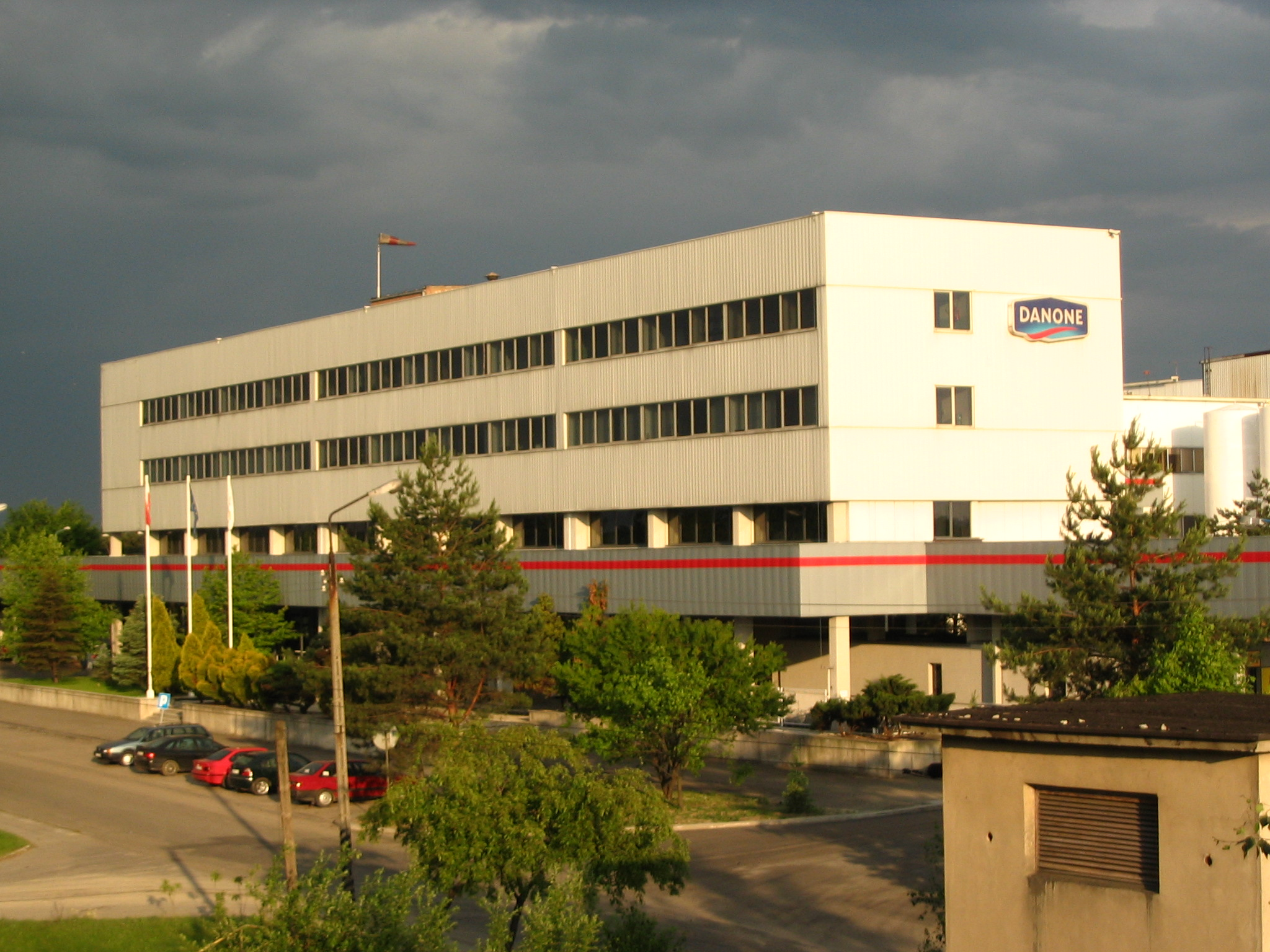
Usine Danone à Bieruń, en Pologne.

En 1978, BSN acquiert la brasserie belge Alken. À la suite du choc pétrolier de 1979, l'entreprise cède progressivement ses activités dans le verre. Les glaces de Boussois sont les dernières à quitter le giron de BSN-Gervais Danone en 1982. Le groupe se recentre alors sur l'alimentation, s'agrandit et étend ses activités en Europe. En 1979, il acquiert Frigécrème auprès de la famille nantaise Decré, puis en 1980, il acquiert la branche alimentaire de la Générale occidentale, spécialisée dans l'épicerie et la confiserie et propriétaire de nombreuses marques comme Amora, Carambar, Liebig, Vandamme, La Pie qui Chante, Maille… BSN-Gervais Danone devient la première entreprise agroalimentaire de France. Son chiffre d'affaires atteint 16,5 milliards de francs.
Daniel Carasso, alors âgé de 68 ans, laisse les commandes de l'entreprise à Antoine Riboud.
En 1983, le nom BSN-Gervais Danone est raccourci. L'entreprise s'appelle alors BSN. Malgré ce changement de dénomination, l'activité des produits frais de Gervais Danone reste très importante. 
En 1984, BSN acquiert les champagnes Lanson et Pommery. L'année suivante, c'est au tour des laboratoires Bottu, fabricant du Doliprane, de tomber dans l'escarcelle du groupe.
En 1986, BSN fusionne Kronenbourg avec la Société européenne de brasserie (S.E.B) pour former les brasseries Kronenbourg. 
En 1987, BSN fait son entrée sur le marché du biscuit en rachetant Général Biscuit, qui possède la marque LU et est présent dans plusieurs pays : Allemagne, Italie, Pays-Bas, Belgique. 
Deux ans plus tard, le groupe fait l'acquisition de plusieurs filiales européennes de l'américain Nabisco, parmi lesquelles les biscuits Belin. La marque devient numéro un du biscuit européen et numéro deux mondial. Le chiffre d’affaires du groupe s’élève alors à 48,7 milliards de francs.
Parallèlement aux biscuits, BSN continue son extension sur le marché des eaux minérales et des produits laitiers frais. En 1989, BSN crée la marque Materne et regroupe les activités de trois conserveries de fruits en une seule entreprise. En 1990, la marque opère sur une dizaine de marchés : yaourts, eaux, biscuits, pâtes, confiseries, plats cuisinés, bières. 
En 1992, à la suite du rachat du groupe Perrier par Nestlé, celui-ci est obligé, pour des raisons de concurrence, de revendre plusieurs marques d'eaux. À cette occasion, BSN s'empare de Volvic.
En 1993, BSN reprend Vivagel lorsqu'Unilever rachète Miko, et l'année suivante a lieu un rapprochement avec le groupe Saint-Louis : l'activité alimentaire de ce dernier (William Saurin, Royal Champignon, Marie) est regroupée avec les marques de BSN Panzani, Garbit et PetitJean au sein d'une filiale commune, nommée Panzalim. Mais Saint-Louis se désengage de la filiale l'année suivante et Danone hérite de toutes les marques de la coentreprise, excepté Royal Champignon, et fusionne Panzani, William Saurin, Garbit et PetitJean en une seule entité.

### BSN devient Danone
Alors que sa présence se développe à l'international, BSN peine pourtant à se faire connaître. Son nom est déjà utilisé par une banque en Espagne, une entreprise de textiles aux États-Unis et une chaîne de télévision au Japon. À l'heure de la mondialisation, le groupe a besoin d'une marque forte. Sa filiale Danone est connue partout dans le monde et assure à elle seule un quart du chiffre d'affaires. En 1994, BSN change alors de nom pour devenir « Groupe Danone », représenté par « l'enfant à l'étoile ». Tous les produits sont désormais regroupés sous ce nom. Le groupe Danone possède alors 300 marques.